# Gradec, Vrapčište
Gradec är en ort i Nordmakedonien. Den ligger i kommunen Vrapčište, i den västra delen av landet, 40 kilometer väster om huvudstaden Skopje. Gradec ligger 538 meter över havet och antalet invånare är 3 751.